# Вовк, Андрей Богданович (Герой Украины)
Андрей Богданович Вовк (укр. Андрій Богданович Вовк, позывной — Пуля; 7 марта 1983, Нововолынск — 11 октября 2023, Диброва) — украинский военнослужащий, старший солдат, участник российско-украинской войны. Герой Украины (2024, посмертно).

## Биография
Родился в 1983 году в городе Нововолынск Волынской области. После окончания школы № 8 перевёлся в школу № 7. Прошёл срочную службу в армии, а в 21 год дважды участвовал в миротворческой миссии в Ираке.
24 февраля 2022 года находился за границей, но в тот же день вернулся в Украину и вскоре присоединился к Вооружённым силам Украины. Первые месяцы после начала полномасштабного вторжения России в Украину служил на границе с Беларусью вместе со своей овчаркой.
10 октября 2023 года погиб при отражении российского наступления в Луганской области в результате артиллерийского обстрела.
15 октября 2023 года состоялось прощание в Нововолынске. Похоронен на кладбище села Низкиничи. У него остались мать Наталия Илливна и сестра Елена.

## Награды
- Звание «Герой Украины» с удостоением ордена «Золотая Звезда» (28 июня 2024, посмертно) — за личное мужество и героизм, проявленные в защите государственного суверенитета и территориальной целостности Украины, верность военной присяге[2].